# Байрамович, Индира
Индира Байрамович — цыганская активистка в Боснии и Герцеговине, руководитель Ассоциации цыганских женщин из Тузла. В течение последних двух десятилетий она оказывает помощь сельским цыганам, а также выступает за равноправие цыган в Боснии и Герцеговине. В последнее время сосредоточилась на проблемах безработных цыганских женщин, а также жертв домашнего насилия и жестокого обращения.

## Деятельность
Ассоциация Байрамович занимается поставкой нуждающимся продуктов питания, предметов личной гигиены, а также школьных принадлежностей для маленьких детей в цыганских общинах. Кроме того, ассоциация проводит частные медицинские осмотры для бедных женщин с целью раннего выявления рака груди.
Летом 2020 года во время пандемии COVID-19 Байрамович вступила стала партнером Женской сети цыган Боснии и Герцеговины, Фондом общины Тузлы и Международным форумом солидарности Эммаус, чтобы предоставить помощь и продовольствие местным цыганским общинам вокруг города Киселяк. Она помогала координировать раздачу волонтерам нескольких сотен обедов в день, а также несколько строительных проектов, включая футбольное поле и реконструкцию поврежденного канала.
Помимо оказания помощи цыганским общинам во время пандемии, Байрамович собирала сведения о проблемах, существующих в сельских районах, которые еще больше усугубились пандемией. Она указала на более низкую долю учащихся из цыганских общин, участвующих в онлайн-курсах, а также на рост уровня домашнего насилия и дискриминацию в сфере здравоохранения. Она особо подчеркнула отсутствие тестирования на COVID-19 в этих сельских общинах.